# Вариометр

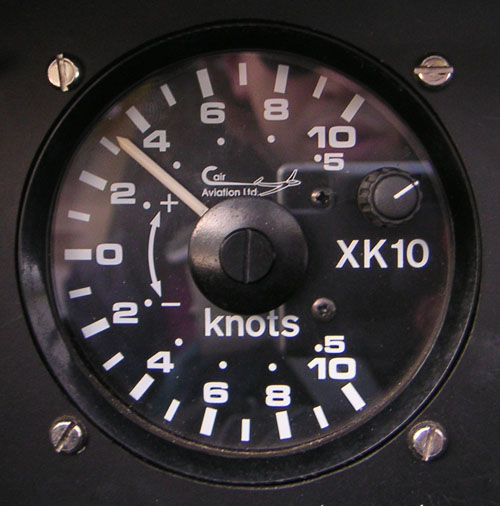
Вариометр, используемый в планёрах

Вариометр мембранного типа: 1 — Компрессионная ёмкость. 2 — Статическое давление. 3 — Капилляр. 4 — Подвод статического давления. 5 — Мембрана. 6 — Передаточный механизм.

Варио́метр (от лат. vario — изменяю + др.-греч. μέτρον — измеряю) в авиации — пилотажный прибор, показывающий скорость изменения высоты полёта летательного аппарата.

## Принцип работы
Вариометр измеряет разность давлений воздуха в атмосфере и внутри корпуса прибора, сообщающегося с атмосферой капилляром. Эта разность давлений возникает при изменении высоты полёта и исчезает, когда летательный аппарат летит на постоянной высоте. Предназначен для измерения и индикации вертикальной воздушной скорости ВС при снижении или наборе высоты. Принцип действия основан на измерении скорости изменения статического давления при изменении высоты полёта. В состав конструкции входит блок манометрической коробки, стрелка, капилляр, трубопровод, шкала.
В качестве чувствительного элемента используется манометрическая коробка. Внутренняя полость герметичного корпуса прибора сообщается непосредственно с магистралью статического давления через капилляр. Капилляр — стеклянная трубка с отверстием малого сечения. Если самолёт летит горизонтально, то статическое атмосферное давление внутри манометрической коробки и давление внутри корпуса будут одинаковы и стрелка прибора показывает нулевую вертикальную скорость. При изменении высоты полёта изменяется статическое давление. Внутри манометрической коробки это давление устанавливается практически мгновенно, а в корпусе прибора вследствие сопротивления капилляра давление изменяется медленнее чем внутри манометрической коробки. Чем больше вертикальная скорость полёта, тем больше разность давлений. Под действием разности давлений манометрическая коробка деформируется. Деформация коробки через передаточный механизм передаётся на стрелку, которая отклоняется от среднего положения вверх при наборе высоты, вниз-при снижении.